# The End of the Tour (film 1917)
The End of the Tour è un film muto del 1917 scritto e diretto da George D. Baker.

## Trama
La giovane moglie del colonnello Jessup, trattata troppo duramente dal marito, lo lascia portando via con sé il figlio maschio mentre la piccola resta con il padre. La donna, muore qualche tempo dopo. Sono passati gli anni: il giovane Byron è diventato attore. Conosce per caso Grace, la figlia di Jessup e ne diventa amico. La convince a entrare in compagnia con lui e la difende quando un commesso viaggiatore, Percy Pennington, si vanta di aver passato la notte con la ragazza. Jessup, avendo scoperto che la figlia non si trova da un'amica come gli aveva detto lei, va alla sua ricerca e la trova tra le braccia di Byron, che l'ha salvata da Pennington. Il colonnello, furioso, spara al proprio figlio senza riconoscerlo. Per fortuna non lo uccide e, alla fine, c'è il riconoscimento tra padre e figlio.

## Produzione
Il film fu prodotto dalla Columbia Pictures Corporation.

## Distribuzione
Distribuito dalla Metro Pictures Corporation, il film uscì nelle sale cinematografiche USA il 29 gennaio 1917.
Il copyright del film, richiesto dalla Rolfe Photoplays Inc., fu registrato il 5 febbraio 1917 con il numero LP10129.